# Futuro

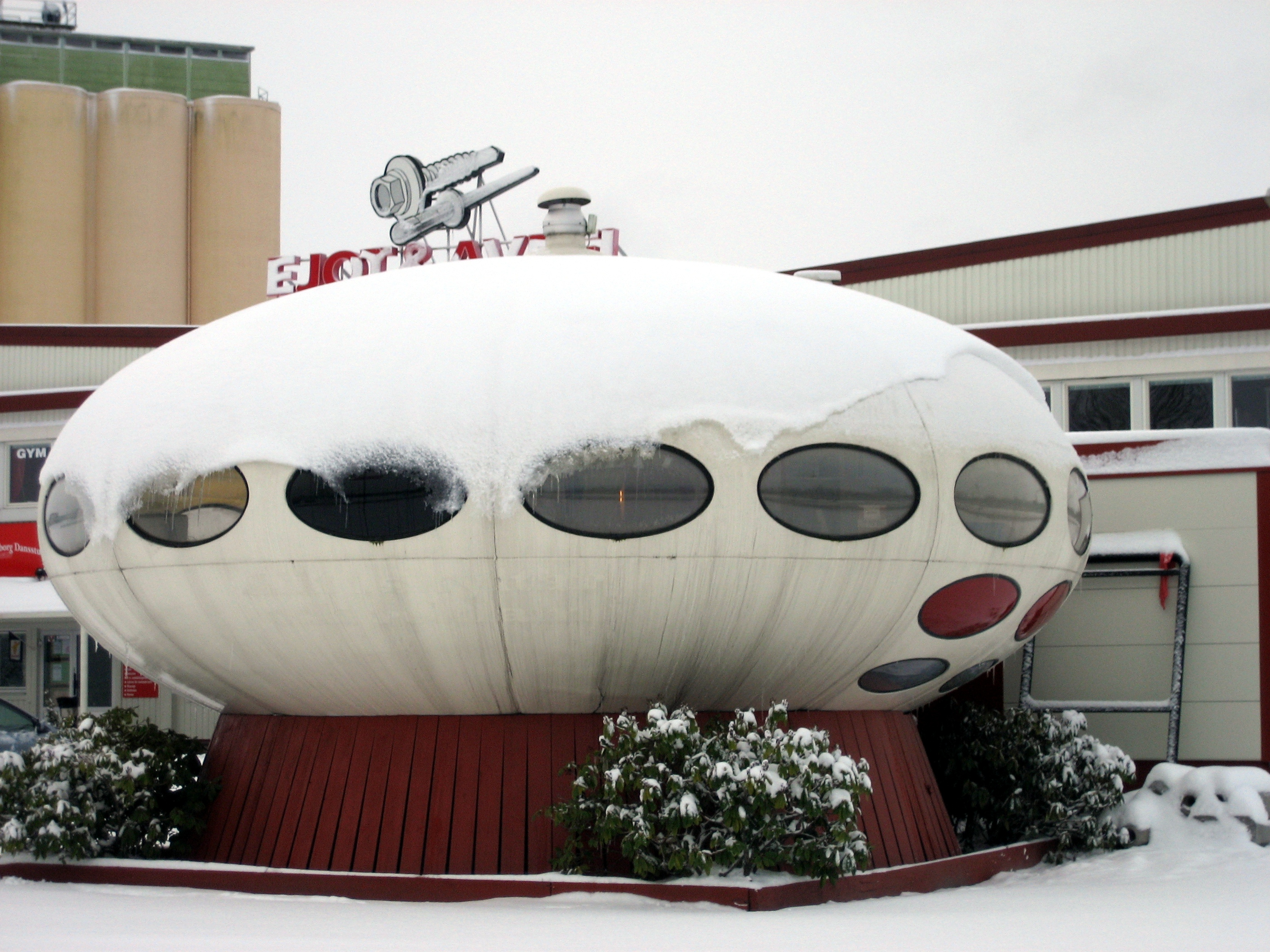
Futurohus i Örebro.

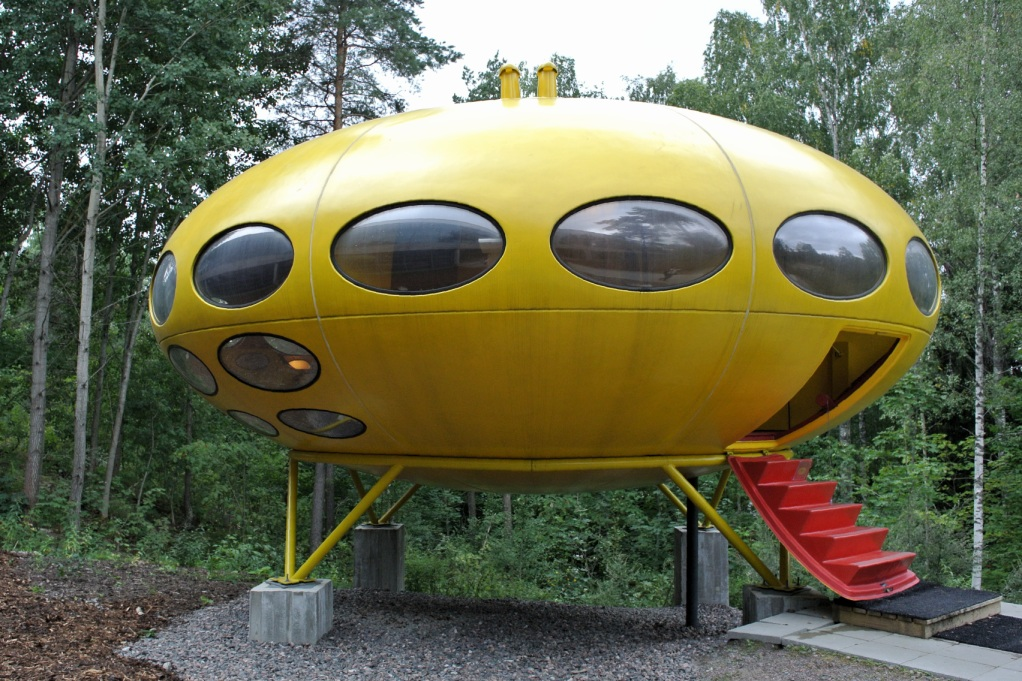
Futurohus vid konstmuseet Emma i Esbo.

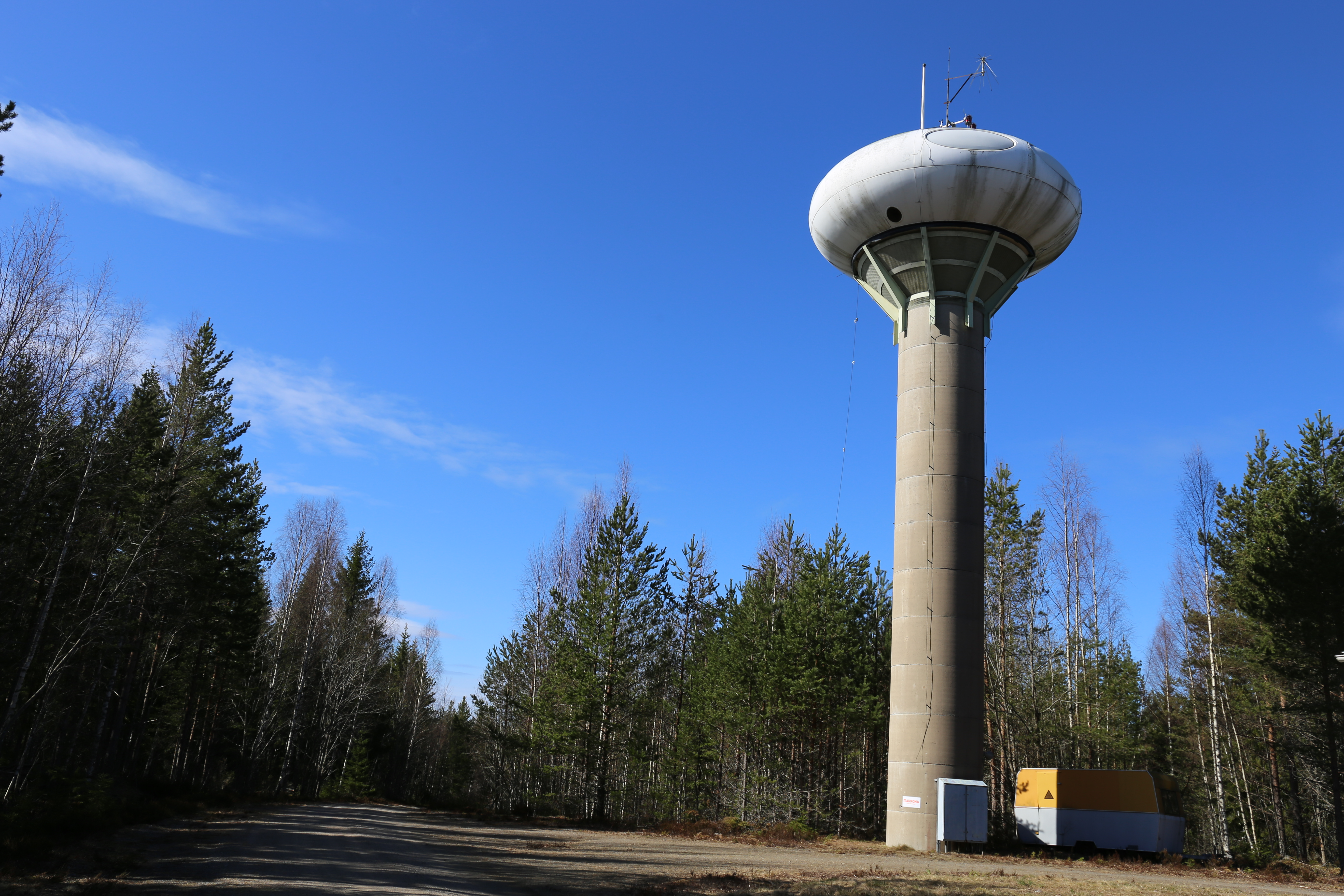
Det norra mättornet på före detta Norans skjutfält söder om Söderhamn (numera rivet).

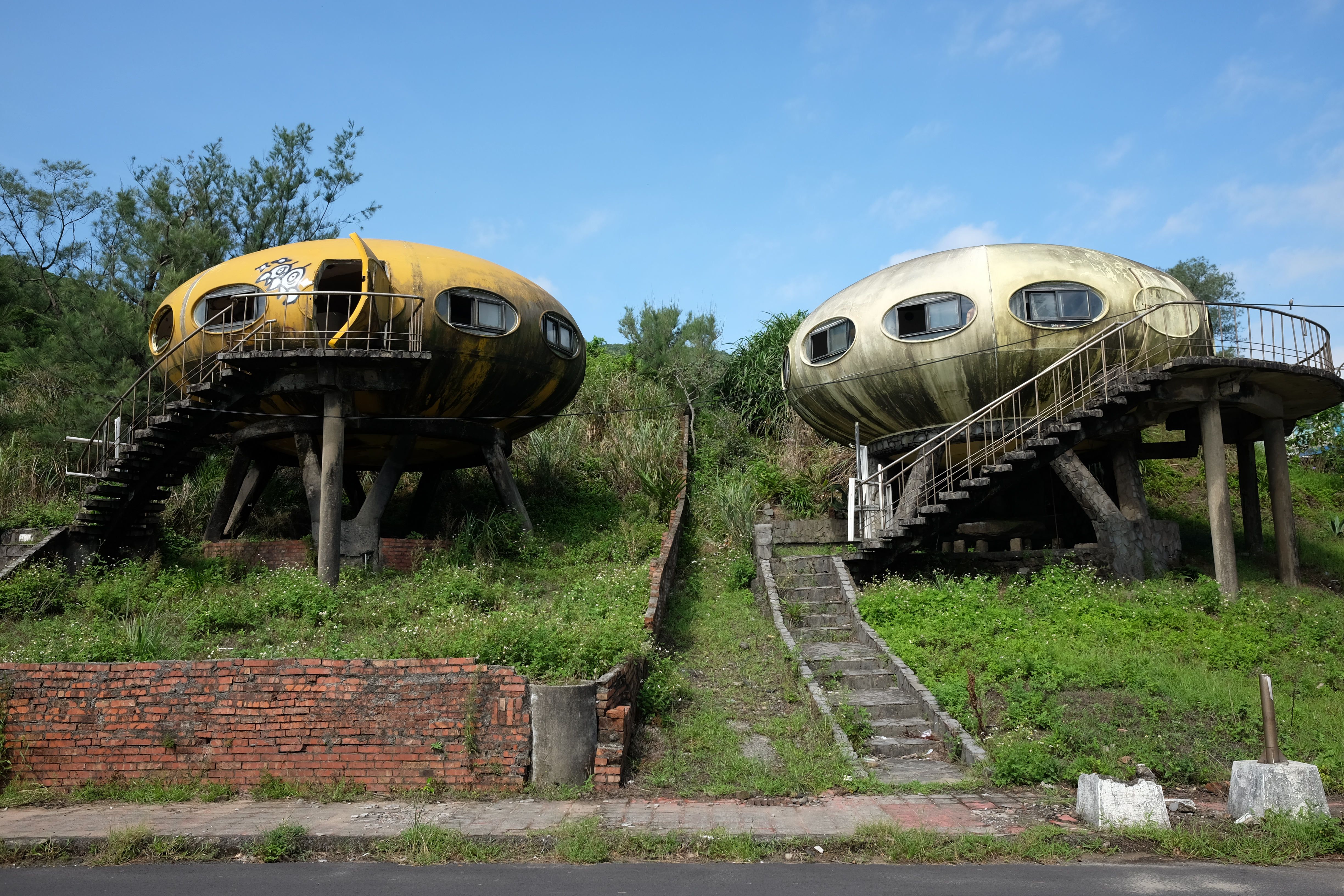
Två övergivna Futurohus i Wanli, Taiwan.

Futuro är en finländsk prefabricerad typbyggnad i glasfiberarmerad polyester, formgiven av Matti Suuronen, ursprungligen som en skidstuga, producerad 1968–1978. 
Futuros ellipsoida form påminner om ett flygande tefat och anknyter till 1960-talets futurism och fascination för rymden. Huset formgavs som fritidshus för ungefär sex personer, på en yta på 50 kvadratmeter och en volym på 140 kubikmeter. Den lätta konstruktionen gjorde Futuro-huset flyttbart och var tänkt att kunna helikoptertransporteras i ett stycke. Det tillverkades i 16 moduler av glasfiberarmerad polyesterplast, vilka sattes samman två och två med en övre och en nedre halva. Sju av de övre modulerna och en eller två av de nedre har ovala fönster av akrylplast eller plexiglas. Modulerna nitades ihop i fabrik eller på plats, och huset stabiliserades invändigt av ett stålskelett. Det kunde demonteras och återmonteras på två dagar. Husets förankring krävde som minimum endast fyra betongplintar. Det hade en inbyggd isolering av polyuretan.  
Konstruktionen var relativt enkel, liksom rumsplanen som omfattade ett halvmåneformat sällskapsrum med sex integrerade liggfåtöljer/sängar vinkelrätt mot rummets yttervägg, ett mindre pentry, ett badrum samt förvaringsutrymmen. Ingången var placerad delvis under huskroppen och dörren liknade den som sitter på ett flygplan. Stängd integrerades den i byggnaden, och öppen tjänstgjorde den också som trappa. Huset är tre meter högt, åtta meter i diameter och väger fyra ton med fabriksinredning.
Huset tillverkades i Finland i tjugo exemplar av Polykem i Strömfors från 1968, varav tolv exporterades, samt i högst ett åttiotal exemplar av utländska licenstagare i tio länder. Husen har varit särskilt populära i Nya Zeeland och Taiwan.
Oljekrisen 1973 gjorde att råmaterialet blev avsevärt dyrare, vilket ledde till att efterfrågan minskade. År 1978 tillverkades det sista Futuro-huset.
Numera har Futuro kultstatus. Uppskattningsvis finns ett drygt sextiotal hus bevarade, varav fyra finns på museer.[källa behövs]
| ”                                                              | I huset utkristalliserar sig de experimentella formerna, nya materialen och optimistiska idéerna inom design och arkitektur från 1960-talets rymdera. | „ |
| – Folder om Futuro, utgiven av WeeGee Exhibition Centre (2016) | |   |

## De först tillverkade exemplaren
Futurohuset tillkom på beställning 1965 av den finländske läkaren Jaakko Hiidenkari, som var skolkamrat till Matti Suuronen. Denne ville ha en skidstuga, som var snabb att värma upp och enkel att sätta upp. Prototypen (nummer 000) var klar i mars 1968 och monterades i juni samma år i Hiidenkaris skidbacke i Turengi. Den var inredd med en dubbelsäng och sex kombinerade fåtöljer och sängar och hade en kombinerad eldstad och grill i mitten, ett pentry samt ett badrum/en toalett. Futuroprototypen flyttades till Matti Suuronens fritidshus i Keitele. År 1990 visades den på en konstutställning i Kotka och 1996 på en utställning i Wien. Den finns numera på Museum Boijmans Van Beuningen i Rotterdam i Nederländerna och restaurerades 2010. 
Futurohuset med nummer 001 göts i samma formar som prototypen och såldes av PR-skäl till skådespelaren Matti Kuusla (född 1933) som fritidshus i Hirvensalmi i Finland. Det finns idag i restaurerat skick vid Esbos moderna museum i Esbo.
Exemplar 002 var ett utställningshus och visades bland annat i oktober 1968 på exportmässan Finnfocus i London och hustypen namngavs då till Futuro. Efter mässan började Polykem serietillverka huset och sälja tillverkningslicenser till andra tillverkare.

## Futuro i Sverige
Till Sverige såldes fyra Futuro. Flygvapnet köpte 1970 tre exemplar av Polykem i Finland, varav ett placerades som mättorn på betongrör på skjutfältet vid Såtenäs flygplats och två vid myren Sörglapen i Ödmården på Norans skjutfält söder om Söderhamn. Ett av dessa flyttades 2016 till Flygvapenmuseum i Malmslätt. Ett var i september 2016 ute till försäljning av Fortifikationsverket.
Ett fjärde exemplar av Futuro köptes av en privat ägare i Sverige och var troligen först placerat i Råsunda i Solna. Det köptes i oktober 1969 av Ekå bilbärgning och fraktades med en av Flygvapnets helikopter 4 till en industritomt i Älvsjö Industriområde i Stockholm där det användes som kontor. Anders Willermans W-Invest Fastigheter AB i Örebro köpte detta exemplar i mitten av 1970-talet för att profilera sitt företag och flyttade det per lastbil till Örebro. Det kallas lokalt för "Tefatet" och används idag som kontor av Fogarolli. Tidigare hyresgäst var reklamfirman Tefatet.
Det svenska flygvapnets variant av Futuro skilde sig från den vanliga typen. Den har endast ett, men större och förstärkt fönster och per sektion. Ingången är också rakt underifrån, och inte genom en flygplansdörr på sidan, och denna variant saknade också originalvariantens två nedåtriktade fönster. De tre exemplaren var de enda som tillverkades av denna variant och sattes upp på ett torn av sammansatta betongrör. De användes i Hälsingland för observation av raketskjutningar från flygplan av typ Lansen, Draken och Viggen på Norans skjutfält. De sittande observatörernas ögonhöjd var 18 meter över marken. Ett torn bemannades normalt av fyra personer. Dessa torn slutade användas i samband med nedläggningen av Hälsinge flygflottilj 1996.[källa behövs]

## Futuro i Norge
I Norge finns ett exemplar, i Nevlunghamn i Larvik.

## Exempel på bevarade byggnader
- Danmark Kvistgård 55°59′34.55″N 12°30′12.79″Ö / 55.9929306°N 12.5035528°Ö
- Estland Lihula 58°43′24.3″N 23°41′40.6″Ö / 58.723417°N 23.694611°Ö
- Finland EMMA i Esbo (exemplar 002) 60°10′44.12″N 24°47′39.98″Ö / 60.1789222°N 24.7944389°Ö
- Finland Kauhava
- Finland Virmo
- Finland Pöytis 60°45′1.23″N 22°27′45.90″Ö / 60.7503417°N 22.4627500°Ö
- Finland Storbroskär på Åland 60°05′19.31″N 19°47′49.08″Ö / 60.0886972°N 19.7969667°Ö
- Frankrike Plomeur 47°45′17.19″N 3°26′7.98″V / 47.7547750°N 3.4355500°V
- Frankrike Saint-Ouen 48°54′8.13″N 2°20′31.45″Ö / 48.9022583°N 2.3420694°Ö
- Grekland Limni på Korfu 39°39′34.41″N 19°51′10.20″Ö / 39.6595583°N 19.8528333°Ö
- Nederländerna Museum Boijmans van Beuningen i Rotterdam (prototyp, exemplar 000) 51°54′51.88″N 4°28′22.66″Ö / 51.9144111°N 4.4729611°Ö
- Norge Nevlunghavn, Larvik58°58′18.37″N 9°51′28.68″Ö / 58.9717694°N 9.8579667°Ö
- Ryssland Teberda, Dombay 43°17′24.30″N 41°38′51.37″Ö / 43.2900833°N 41.6476028°Ö
- Ryssland Krasnodar 45°03′31.64″N 38°57′36.55″Ö / 45.0587889°N 38.9601528°Ö
- Spanien Calvià 39°33′44.88″N 2°27′10.39″Ö / 39.5624667°N 2.4528861°Ö
- Storbritannien Granary Square, London 51°32′10.69″N 0°7′27.63″Ö / 51.5363028°N 0.1243417°Ö
- Sverige Skvadronvägen på Aspholmen i Örebro | 59°15'49.51"N 15°11'15.53"E 59°15′49.51″N 15°11′15.53″Ö / 59.2637528°N 15.1876472°Ö
- Sverige Tidigare Norans före detta skjutfält, ett par kilometer sydväst om Tönnebro rastplats på E461°03′33.57″N 16°56′1.31″Ö / 61.0593250°N 16.9336972°Ö och 61°03′5.62″N 16°55′58.85″Ö / 61.0515611°N 16.9330139°Ö. De flyttades den 20 april 2016 och finns numera (september 2016) i ett exemplar på Flygvapenmuseum i Malmslätt och i ett exemplar tillfälligt, för försäljning, i Norrköping.[4][uppdatering behövs]
- Sverige Skjutfält för Såtenäs flygplats 58°27′21.75″N 12°45′7.20″Ö / 58.4560417°N 12.7520000°Ö
- Tyskland Berlin (exemplar 013) 52°28′40.59″N 13°29′54.33″Ö / 52.4779417°N 13.4984250°Ö
- Tyskland Haigerloch 48°22′0.40″N 8°46′59.08″Ö / 48.3667778°N 8.7830778°Ö
- Tyskland Niedernhausen 59°9′39.40″N 8°13′57.82″Ö / 59.1609444°N 8.2327278°Ö
- Tyskland Taunusstein 50°8′39.67″N 8°9′56.39″Ö / 50.1443528°N 8.1656639°Ö
- Tyskland Witten 51°25′40.93″N 7°20′7.91″Ö / 51.4280361°N 7.3355306°Ö

## Bildgalleri

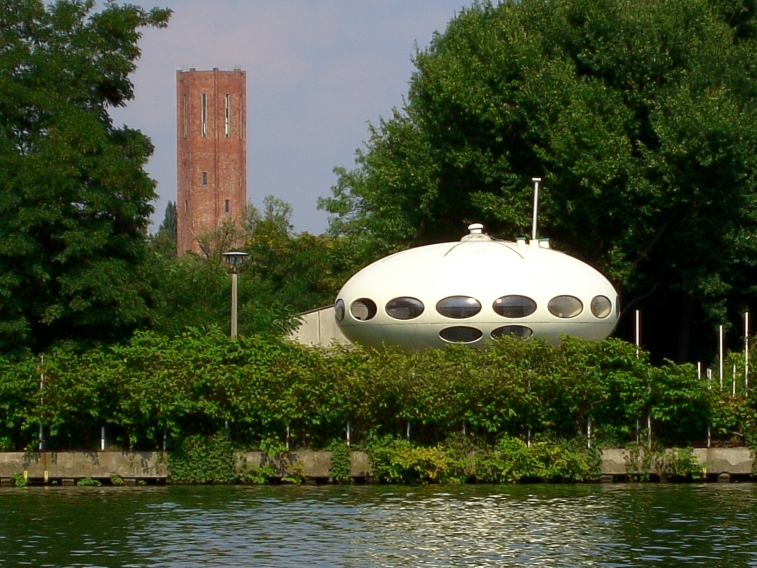
Nalepastrasse 18-50 i Berlin, Tyskland.
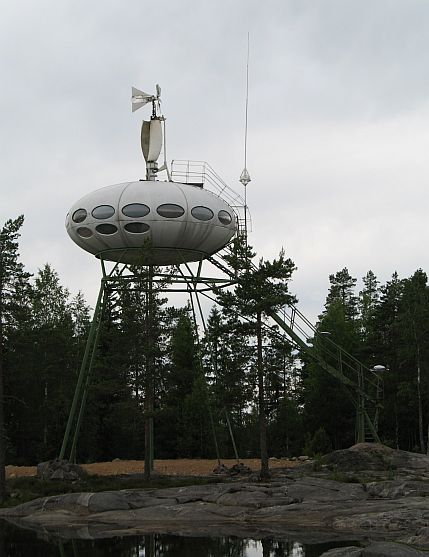
Pöytis, Finland.
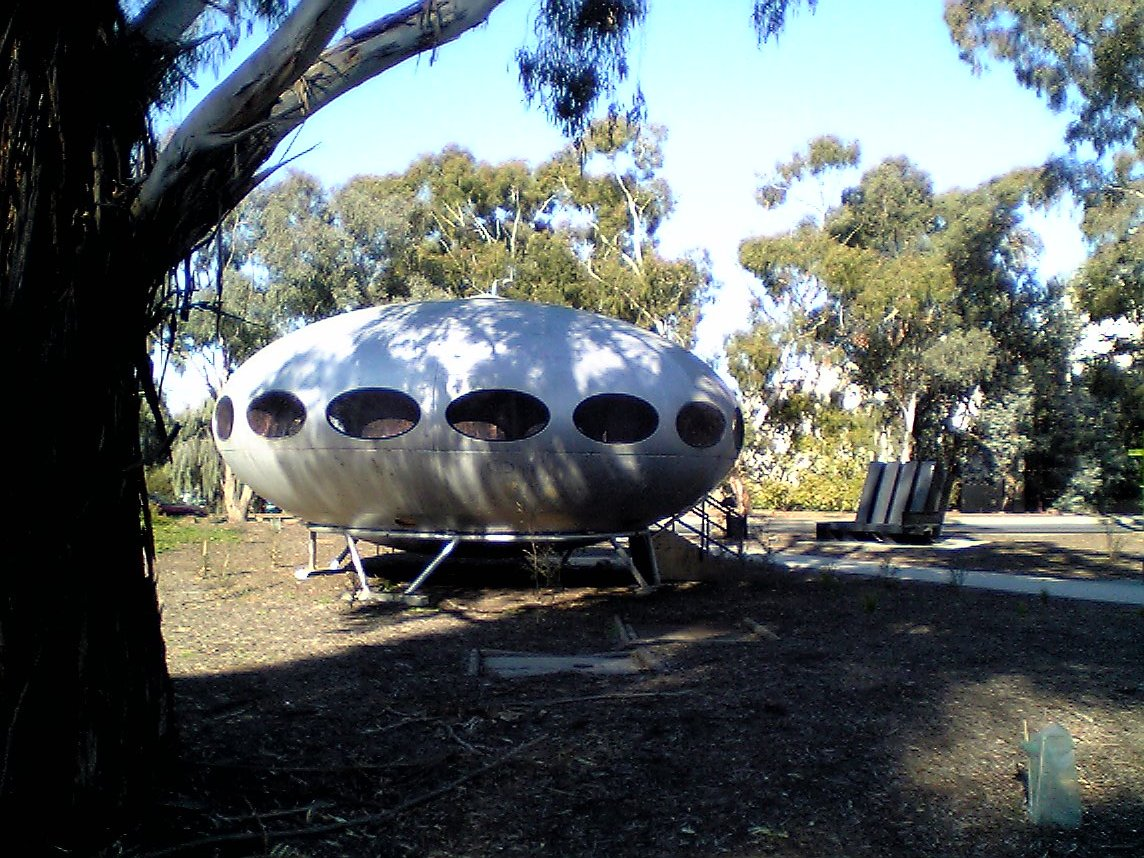
University of Canberra i Canberra, Australien.

## Media
- Mika Taanila gjorde 1998 dokumentärfilmen Futuro – A New Stance for Tomorrow